# Del asentamiento de Plymouth

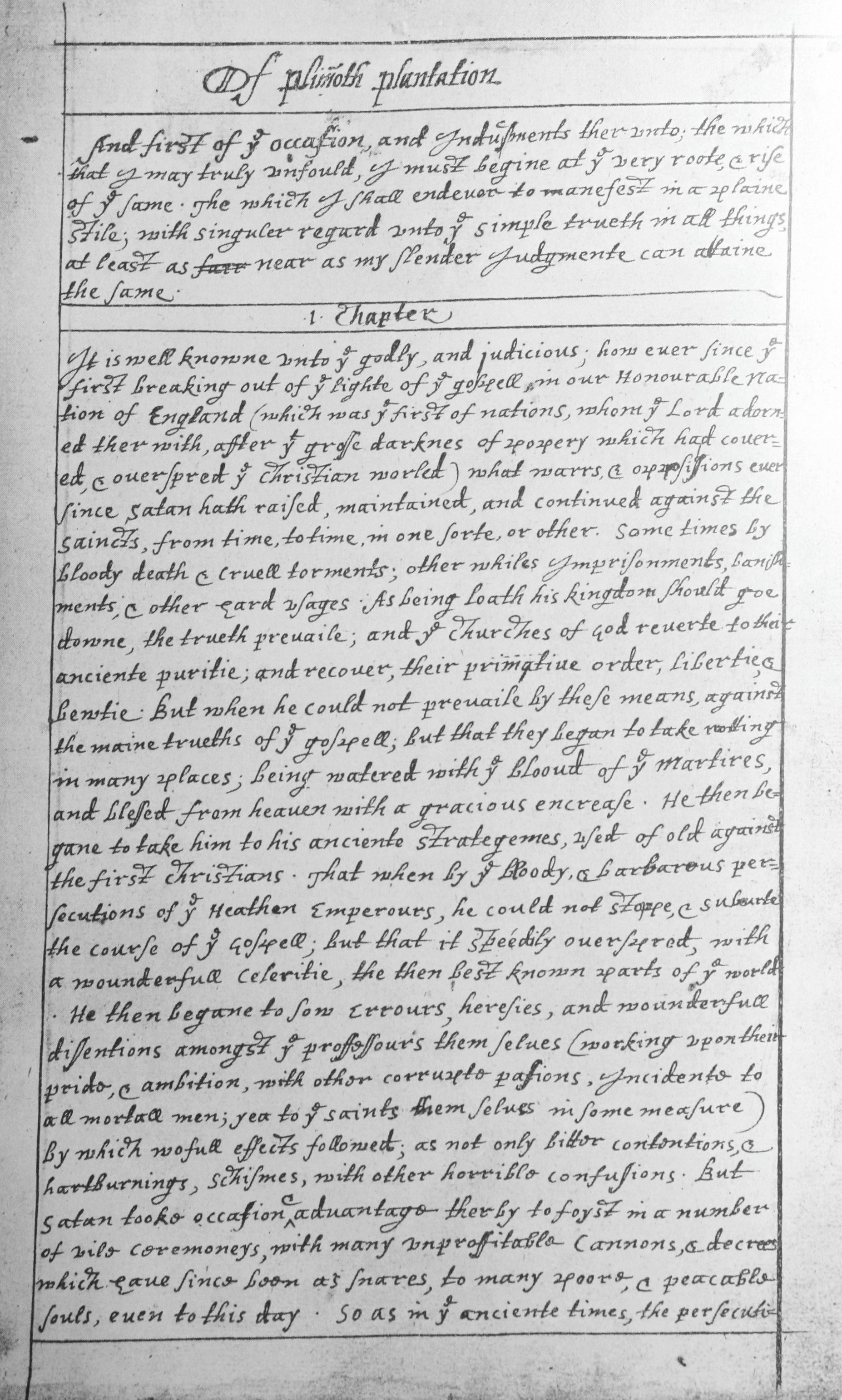
Primera página del diario de Bradford.

Del asentamiento de Plymouth (en inglés: Of Plymouth Plantation) es un libro escrito entre 1620 y 1647 por William Bradford, el líder de la Colonia de Plymouth (Massachusetts). Se trata de un diario en el cual se narra la historia de los Padres Peregrinos desde 1608, cuando estaban radicados en los Países Bajos, hasta el propio año 1647, pasando por hechos fundamentales como el viaje a bordo del Mayflower, en 1620, o la expulsión de Thomas Morton, en 1628.